# آلفردو پروتزیو
آلفردو پروتزیو (ایتالیایی: Alfredo Porzio; ۳۱ اوت ۱۹۰۰ – ۱۴ سپتامبر ۱۹۷۶) بوکسور اهل آرژانتین بود.